# ماخ (تشاراويماق)
ماخ (بالفارسية: ماخ) هي مستوطنة تقع في تشارواماق الشرقية الريفية في إيران. يقدر عدد سكانها بـ 292 نسمة .